# Turion
Pour l’article homonyme, voir Turion (informatique).

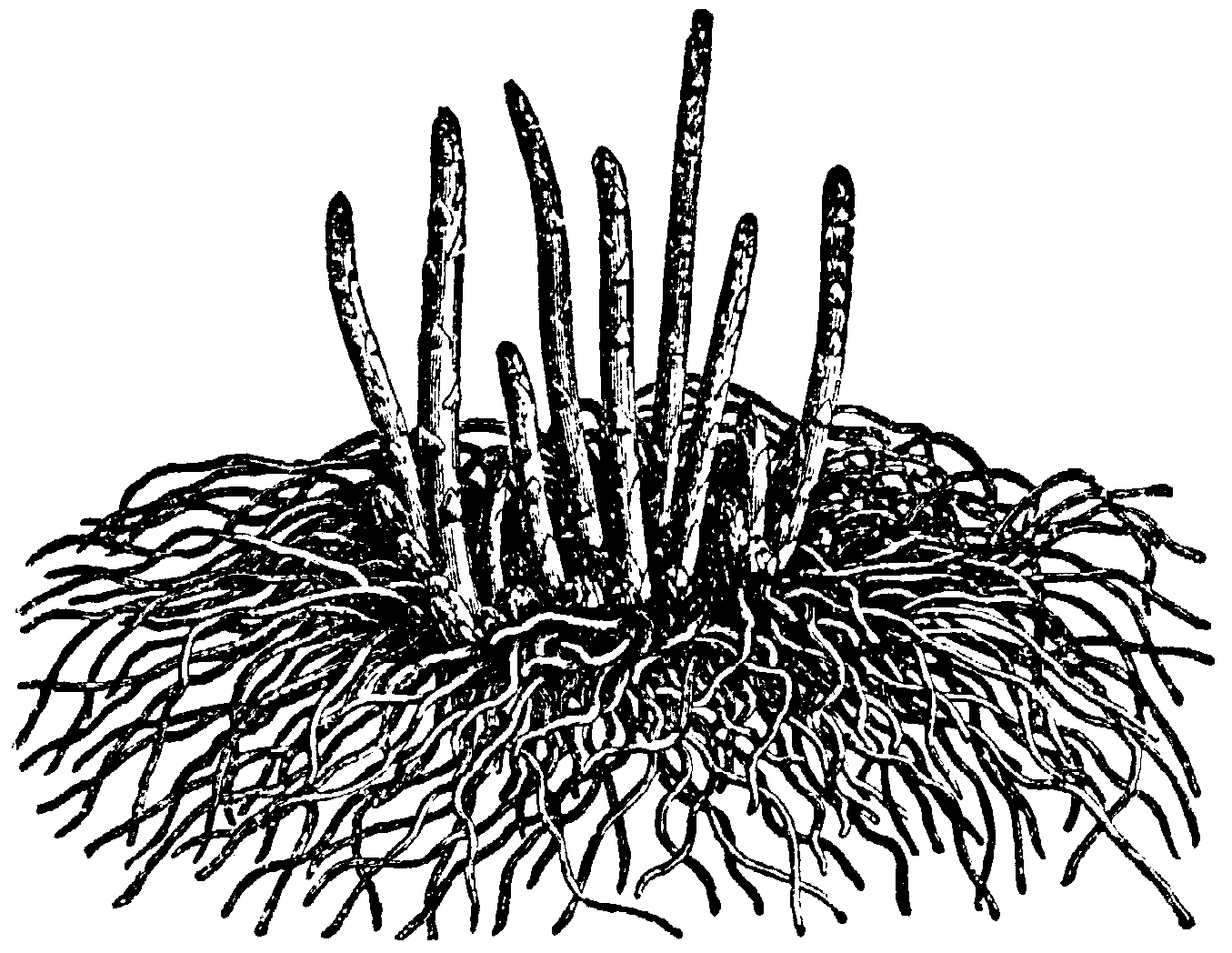
Turions d'asperge (Asparagus officinalis)

Le turion ou hibernacle, est un type de bourgeon se développant sur la partie souterraine des plantes. C'est une structure végétale, développée par beaucoup de plantes pour favoriser la résistance hivernale.

## Étymologie
Turion vient du latin turio : « jeune pousse, tendron, rejeton ».

## Description
Le turion est un bourgeon enterré, donnant naissance à une jeune pousse, qui apparaît à la période de végétation sur les racines, rhizomes ou tubercules de certaines plantes vivaces dont la partie aérienne disparait généralement en hiver. Il se forme à partir du méristème.
Un turion plus développé, qui peut croître même une fois séparé du pied mère, s'appelle un drageon.

## Exemples de plantes à turions
- Chez l'asperge ou le bambou, ainsi que des variétés de bégonias-bambous, le turion est le bourgeon sortant du rhizome. Il est blanc et compact jusqu'à la surface du sol pour prendre ensuite une couleur verte et former une plante de 1,50 m environ de hauteur avec de nombreuses ramifications très fines (cladodes).
- Chez la ronce (famille des Rosacées), le turion est une tige feuillée dépourvue de fleurs, longue et vigoureuse, émise par la souche, et se ramifiant l'année suivante en produisant des rameaux florifères. Cette tige ligneuse bisannuelle peut être dressée ou retombante[5].
- Certaines plantes aquatiques des régions froides produisent des turions, dont l'élodée, le potamot crépu, etc.

Exemples de turions
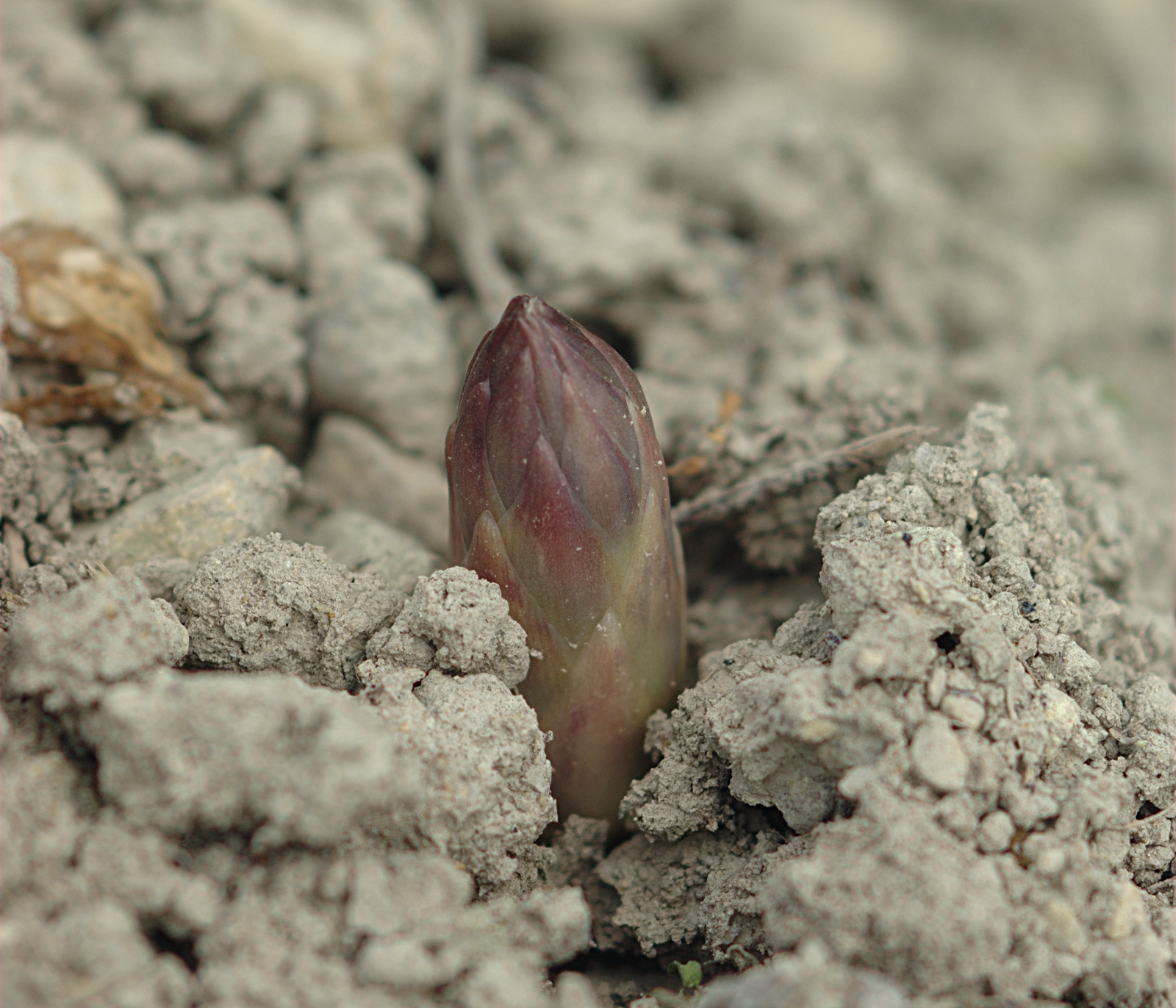
Pointe d'asperge
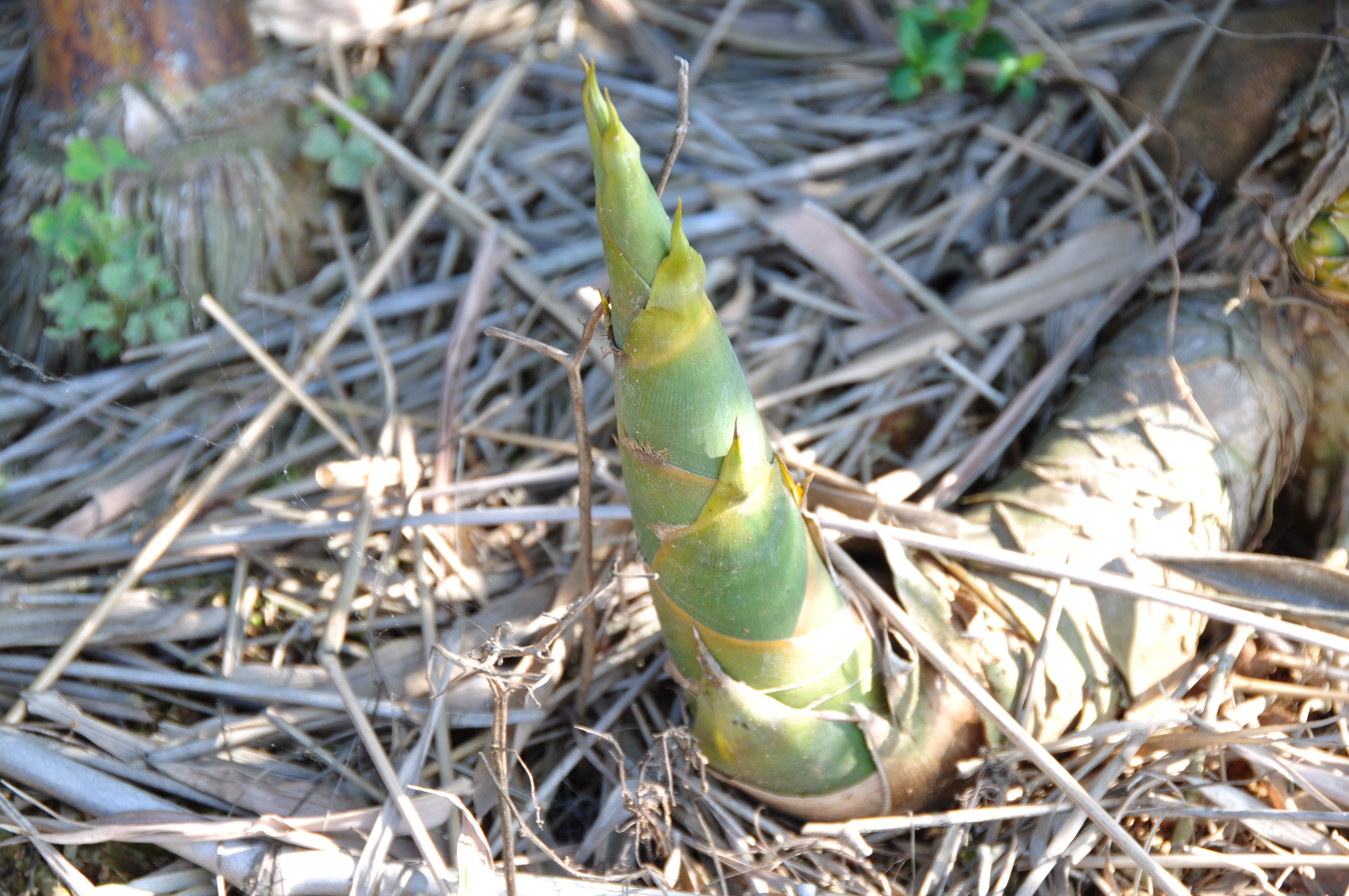
Pousse de bambou
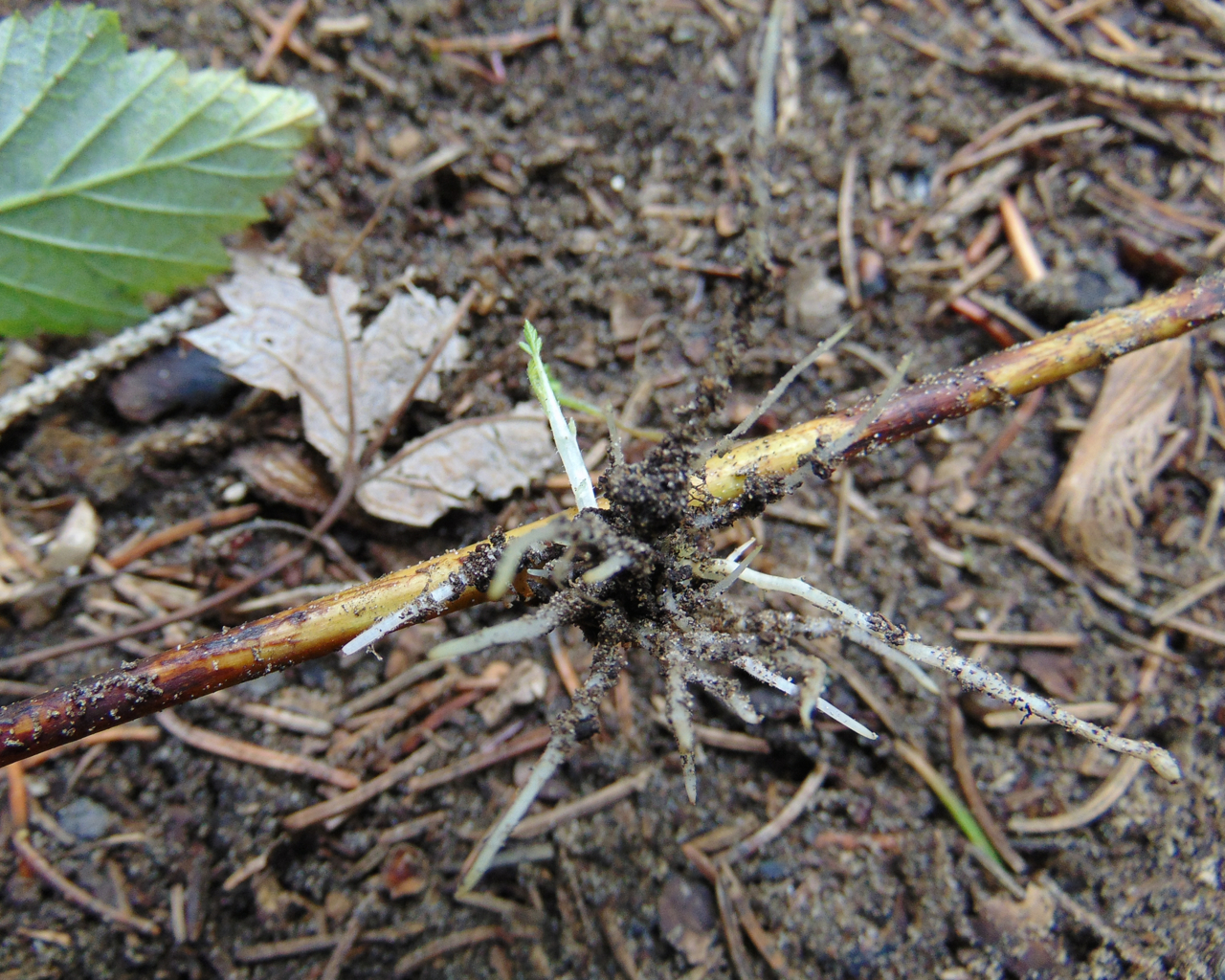
Turion sur un drageon de Rubus
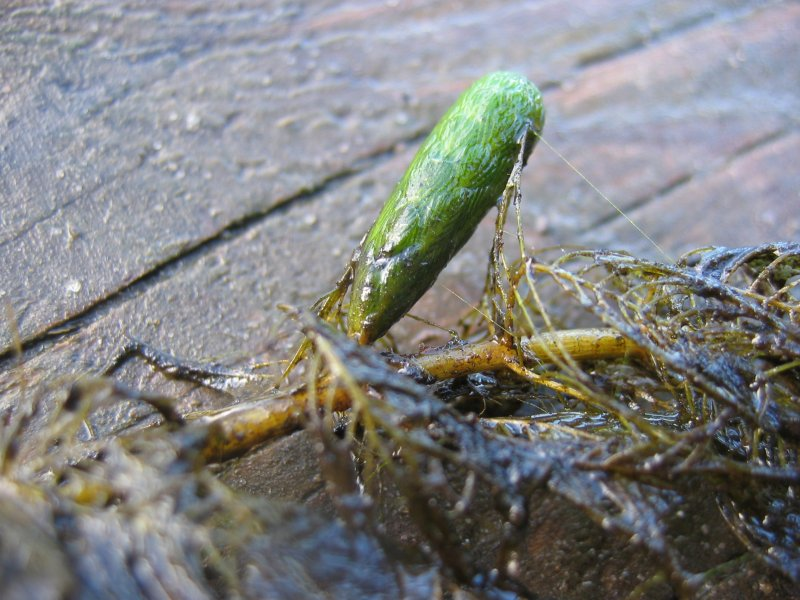
Turion d'une plante aquatique (Myriophyllum verticillatum)